# Cândești, Neamț
Cândești là một xã thuộc hạt Neamț, România. Dân số thời điểm năm 2002 là 4155 người.